# Mario Ruminelli
Mario Ruminelli (Domodossola, 16 ottobre 1907 – Genova, 1994) è stato un violinista italiano.

## Biografia
Mario Ruminelli nacque a Domodossola il 6 ottobre 1907, primogenito (il secondogenito era Giacomo Luciano) da Emilio Giulio Ruminelli (Migliarino 1882 - Domodossola 1968) compositore, docente di pianoforte, organista e direttore della banda locale, e da Chiara Visconti. Dal padre ereditò la passione per la musica tanto da intraprendere lo studio del violino al Conservatorio G. Verdi di Milano sotto la guida del Maestro Enrico Polo, cognato di Arturo Toscanini ed eminente personalità artistica del tempo, con il quale mantenne un legame affettivo durato fino alla scomparsa del Maestro, nel 1945.
Diplomatosi a diciannove anni con il massimo dei voti, dopo l'esordio, su invito di Ildebrando Pizzetti, presso la Società del Quartetto, svolse una brillante e intensa carriera concertistica (oltre 150 concerti in diverse città italiane e straniere) esibendosi anche con noti artisti del tempo come Massimo Amfiteatrof e Gianandrea Gavazzeni. Nell'arte del violino era molto apprezzato, come scrivono i giornali del tempo, per il suono vibrante e comunicativo, per la sensibilità e per l'arcata robusta e sicura tanto da diventare un modello di stile. Fu solista al Concerto inaugurale del 18 dicembre 1926 della Stazione trasmittente della Uri e ripetutamente fu presente nei programmi della radio italiana e svizzera. Con gli strumentisti Calace e Caruana formò un importante complesso musicale, che riscosse un lusinghiero successo in Italia e all'estero.
Nel 1934 divenne titolare della cattedra di violino a Brescia, presso l'Istituto musicale Venturi (oggi Luca Marenzio) di cui fu anche direttore. Nel 1936 si sposò con Giuseppina Inselvini (Milano 1913 - Genova 2015) da cui ebbe la amatissima figlia Paola. 
Nel 1942 si trasferì a Genova, dove aveva vinto la cattedra di violino al Conservatorio Niccolò Paganini, esercitando il suo insegnamento fino al 1975. Contemporaneamente dal 1944 al 1957 fu violino di spalla dell'orchestra del Teatro Carlo Felice di Genova. Esponente del Comitato fondatore del Premio Paganini, di cui fu anche vice-direttore, componente della Commissione di esperti per la custodia e la conservazione del violino di Paganini, membro di Giurie Internazionali di concorsi violinistici, per i suoi meriti artistici fu insignito nel 1979 della Commendatizia del Presidente della Repubblica. Inoltre la città di Genova per il suo contributo alla tutela del patrimonio artistico della città, nel 1989 gli assegnò il Grifo d'oro, massima onorificenza cittadina. Alla sua scomparsa i suoi numerosi allievi vollero offrirgli un “Omaggio” musicale, nel corso del quale il Maestro Mario Trabucco suonò il celebre Guarneri del Gesù di Paganini. 
In occasione dei venti anni dalla scomparsa del Maestro, il 23 ottobre 2014 ha avuto luogo un Omaggio all'arte musicale di Giulio e Mario Ruminelli con un concerto per violino e pianoforte, svoltosi nella Chiesa Collegiata dei Santi Gervaso e Protaso. Il concerto è stato organizzato dalla Città di Domodossola, dall'Associazione di Lions Clubs e dal Centro di Documentazione "Arturo Benedetti Michelangeli". Musiche di Chopin, Beethoven, Frank, Brhams Paganini. Laura Marzadori violino, Olaf John Laneri pianoforte.
Dal 1999 al Concorso Internazionale Premio Paganini viene assegnato un premio alla memoria del Maestro Ruminelli. Nel 2015, nasce a Domodossola l'associazione culturale Mario Ruminelli.

## Onorificenze
Mario Ruminelli fu insignito nel 1979 per i suoi meriti artistici della Commendatizia del Presidente della Repubblica.
Nel 1989 gli fu assegnato il Grifo d'oro di Genova, massima onorificenza della città.